# Prästön, Raseborg
Prästön är en ö i Finland. Den ligger i Skärgårdshavet och i kommunen Raseborg i landskapet Nyland, i den sydvästra delen av landet. Ön ligger omkring 110 kilometer väster om Helsingfors.
Öns area är 75 hektar och dess största längd är 1,4 kilometer i nord-sydlig riktning.